# SN 2005mg
SN 2005mg – supernowa typu II odkryta 27 grudnia 2005 roku w galaktyce UGC 155. W momencie odkrycia miała maksymalną jasność 16,20m.